# Spoorlijn Bussière-Galant - Saint-Yrieix
De spoorlijn Bussière-Galant - Saint-Yrieix was een Franse spoorlijn van Bussière-Galant naar Saint-Yrieix-la-Perche. De lijn was 18,2 km lang en heeft als lijnnummer 614 000.

## Geschiedenis
De lijn werd geopend door de Compagnie du chemin de fer de Paris à Orléans op 30 juli 1905. Personenvervoer werd opgeheven op 15 december 1932. Op 15 februari 1942 werd de lijn gesloten en vervolgens opgebroken.

## Aansluitingen
In de volgende plaatsen is of was er een aansluiting op de volgende spoorlijnen:
Bussière-Galant
RFN 611 000, spoorlijn tussen Limoges-Bénédictins en Périgueux
RFN 615 000, spoorlijn tussen Saillat-sur-Vienne en Bussière-Galant
Saint-Yrieix
RFN 613 000, spoorlijn tussen Nexon en Brive-la-Gaillarde

## Galerij

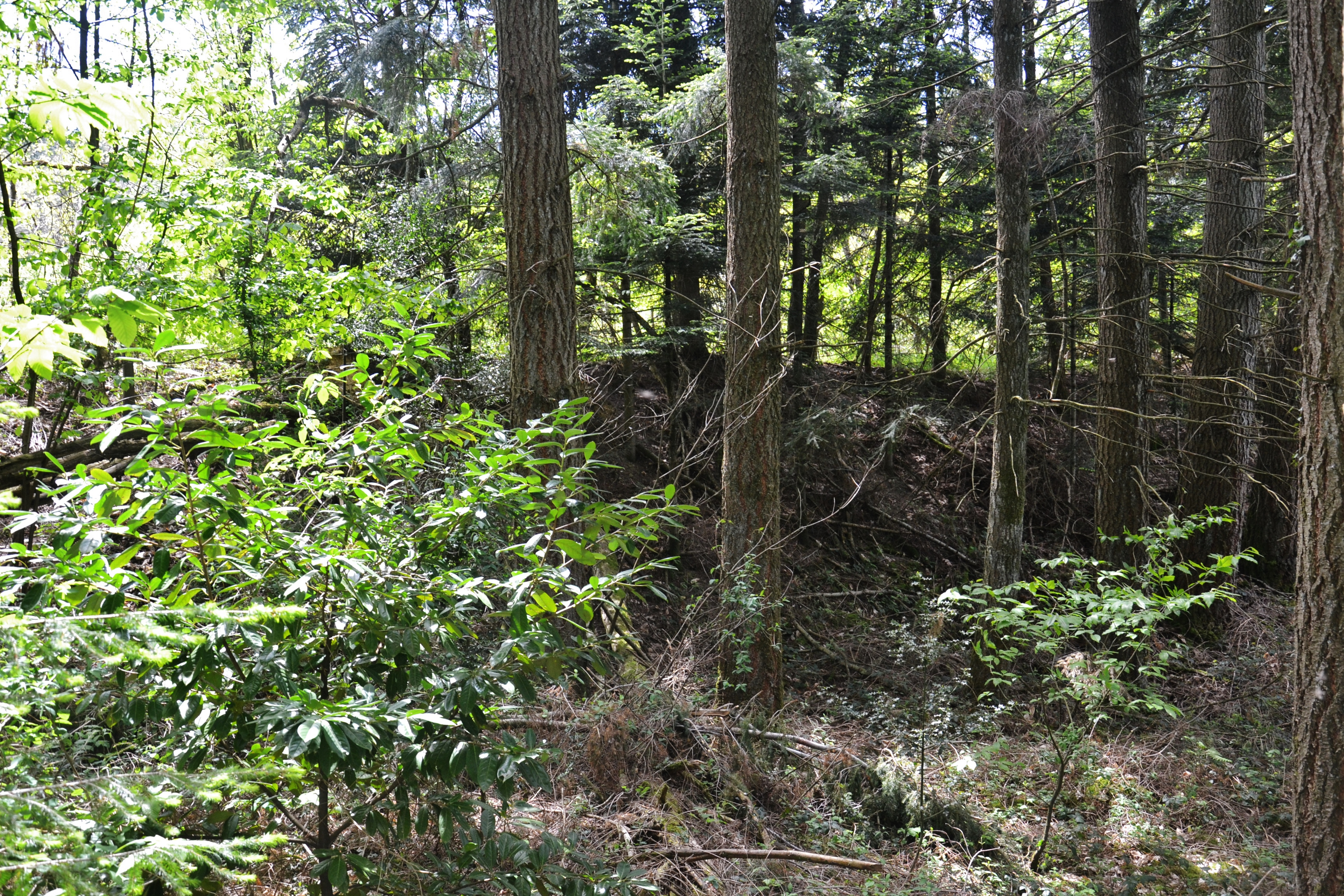
De spoordijk nabij Bussière-Galant.
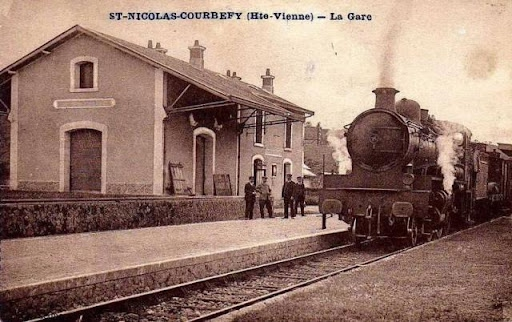
Station Saint-Nicolas-Courbefy rond 1925.
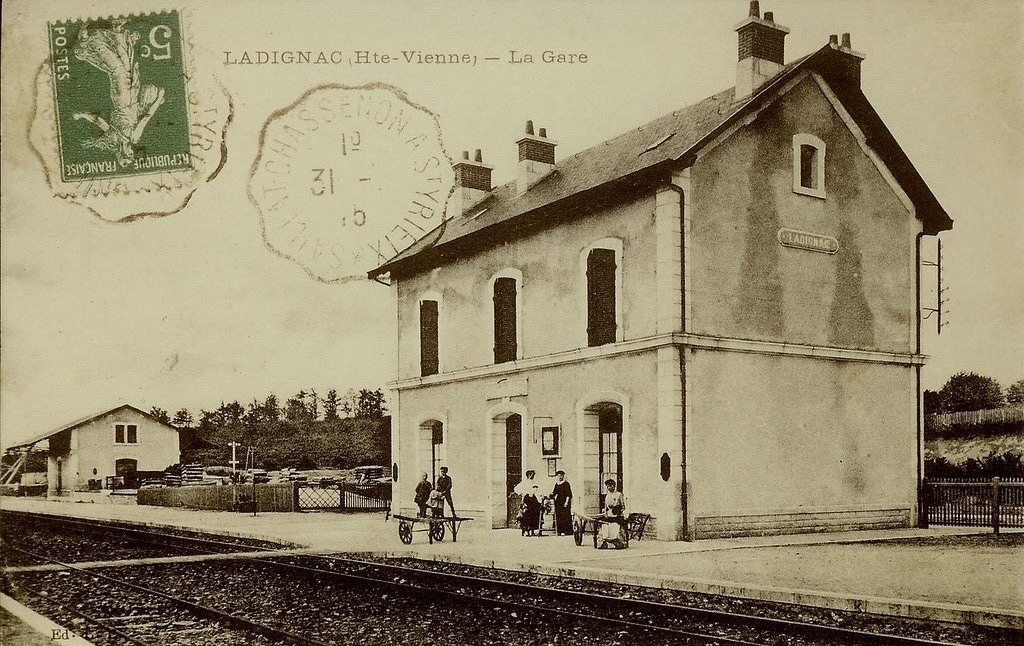
Station Ladignac rond 1915.